# カーク (DD-611)
カーク (USS Kalk, DD-611) は、第二次世界大戦におけるアメリカ海軍のベンソン級駆逐艦の一隻。艦名はスタントン・フレデリック・カーク中尉に因む。その名を持つ艦としては2隻目。

## 艦歴
カークは1941年6月30日にカリフォルニア州サンフランシスコベスレヘム造船よって起工された。1942年7月18日に中尉の母親であるフローラ・スタントン・カーク夫人の立会を経て進水し、1942年10月17日にC・T・シングルトン・ジュニア中佐の指揮下で就役した。
カリフォルニア沿岸での整調後、アリューシャン列島での哨戒および護衛任務のため12月28日にサンフランシスコを出発した。ダッチハーバーを経由して1月9日にアダック島に到着し、アダック島からアムチトカ島まで哨戒を行った。1月16日、北極圏の嵐に見舞われ沈没した輸送船「アーサー・ミドルトン」と「ワーデン」の生存者185名を救助しアダック島へ移送、その後断続的な哨戒を続け、3月4日にサンフランシスコに帰港した。
サンフランシスコにて船体の補修を行った後、大西洋の護送船団護衛任務のため4月7日にサンフランシスコを出港し、パナマ運河経由にてニューヨークに向かった。カークは4月28日にニューヨークを出港、翌日35隻からなる護送船団UGF-8と合流し、アルジェリアのオランに向けてUボートの哨戒を行いながら航行し、5月12日に到着した。その後5月19日にフランス領モロッコのカサブランカから西へ向かう船団の護衛として出航した。5月31日にニューヨークに到着し、6月13日にはさらなる護送任務のため、メイン州とニューファンドランド州を経由してノーフォークに向けて航行した。6月27日から12月6日まで、カークは米国と北アフリカ間の3つの護送船団を護衛した。ニューヨークとボストンでオーバーホールを行った後、12月29日にノーフォークに到着し、1944年1月2日に太平洋に向かった。
1月8日、第38駆逐戦隊とともにパナマのバルボア港を出航し、戦艦ニュージャージーおよびアイオワを護衛した。1月27日にエリス諸島のフナフティ島に到着し、2月7日にミルン湾の第7艦隊に合流した。カークは6月12日までニューギニア海域にて行動し、主に哨戒、護衛および上陸支援に従事した。
5月27日のビアク島への侵攻において火力支援を行った後、ビアク島とフンボルト湾の間で護衛と索敵の任務を続けた。6月12日、ビアク島の南を哨戒中、敵機が太陽を背に飛び出し、右舷の魚雷発射管基部前方の煙突の真後ろに爆弾を投下した。20mm機関砲にて敵機を撃墜したが爆弾は魚雷気室を爆発させ、いくつかの20mm機関砲を破壊、乗組員に散弾を浴びせ、船体中央の上部構造を損傷した。70名の死傷者を出したが、乗組員たちは復旧のために団結し、消火活動や救助活動の合間に、甲板に散らばった魚雷から弾頭を外した。
カークはビアク島およびその周辺での2週間以上に渡る度重なる航空攻撃で重大な損傷を受け、緊急修理のためニューギニアのホーランジアに後退、6月20日に真珠湾を経由してアメリカへ向かった。7月31日にサンフランシスコに到着し、メア・アイランド海軍造船所で完全な修理と改造を受けた。修理後、11月26日にカロリン諸島に到着し、太平洋での任務を再開した。8か月以上の間、カークはルソン島から沖縄までの輸送艦護衛に従事し、リンガエン湾での作戦では第38任務部隊の補給部隊を護衛した。
カークは第38駆逐戦隊の一員として、2月18日に第50.8任務群と合流し、硫黄島での作戦中に補給作業に従事した。3月6日にウルシー環礁に戻り、4月1日の沖縄侵攻に備えて第5艦隊の後方支援を行うため、第50.8任務群とともに3月13日に北上した。その後、第5艦隊、第3艦隊とともに沖縄沖で索敵、航空警備、対潜水艦哨戒などの任務を遂行した。主にウルシー環礁と沖縄間の補給船護衛に注力し、哨戒中に多数の機雷を破壊した。6月5日、沖縄に向かって航行中、カークは90ノット以上の破壊的な風を伴った荒れ狂う台風に遭遇した。損害は軽微であったためカークは哨戒を続け、8月15日に戦争が終わった際、沖縄からウルシー環礁へと航行していた。
8月20日にウルシー環礁を出航し、カークはサイパンと沖縄を経由して日本に向かい、軽巡洋艦デトロイトを護衛して9月1日に東京湾に到着した。10月12日に真珠湾を経由してアメリカに向かい、11月17日にサンディエゴに到着したカークは、17日に東海岸に向かい、12月11日にボストンに到着した。その後1946年1月20日サウスカロライナ州チャールストンに移動し、1946年5月3日に退役、テキサス州オレンジの大西洋予備艦隊に入った。カークは1968年6月に海軍船籍から抹消され、1969年3月に標的艦として沈没した。

## 勲章
カークは第二次大戦中の功績により8個の従軍星章を受章した。